# 卢旺达国防军
卢旺达国防军（英語：Rwanda Defence Force）是卢旺达共和国的主要武装力量，由陆军、空军和预备役部队组成，还向联合国维和部队和非洲联盟派出大批维和人员。卢旺达国防军的前身为卢旺达爱国阵线组建的武装部队卢旺达爱国军（英語：Rwandan Patriotic Army，缩写：RPA），于1994年卢旺达爱国阵线制止种族灭绝并掌握国家政权后成为卢旺达的国家军队，后于2002年改为现名。

## 历史
1962年卢旺达独立后，其国家军队为胡图族掌握的卢旺达武装部队（法語：Forces armées rwandaises）。
1980年代，乌干达全国抵抗军的一些卢旺达图西族难民组建了卢旺达爱国阵线和相应的武装部队卢旺达爱国军。1990年代初，卢旺达政府军和爱国阵线两方爆发战争。随着战争的进行，布隆迪、扎伊尔、卢旺达、坦桑尼亚等地的图西族人也加入了卢旺达爱国阵线。1994年7月，卢旺达爱国阵线驱逐了前政府军，制止了种族灭绝，控制了国家政权，卢旺达爱国军也相应的成为了卢旺达的国家军队。之后几年，前政府军和其他武装组织成员在经过英甘杜教育后被整合入卢旺达爱国军中。
卢旺达爱国阵线掌权后，大量胡图族难民逃到邻国，这其中也包括反对派和种族灭绝的凶手。1996年，卢旺达以蒙博托治下的扎伊尔为种族灭绝凶手提供庇护为由发起入侵，加入第一次刚果战争。1997年卢旺达支持的解放刚果民主力量同盟夺取政权，国名改为刚果民主共和国，卢旺达爱国军的詹姆斯·卡巴雷贝被任命为刚果军队的参谋长。1998年，刚果总统洛朗-德西雷·卡比拉用本国人换下詹姆斯·卡巴雷贝，并要求卢旺达和乌干达军队限期离开。两国关系破裂，卢旺达转而支持反对派刚果民主联盟，第二次刚果战争爆发。2002年，卢旺达和刚果民主共和国达成《比勒陀利亚协定》，卢旺达从刚果撤军，以换取刚果将前卢旺达政府军和联攻派民兵解除武装。2002年10月，2万名卢旺达爱国军全数撤出刚果民主共和国。
2002年，卢旺达爱国军更名为卢旺达国防军。
2021年，应莫桑比克平息德尔加杜角省叛乱的要求，卢旺达派出一支1000人、由卢旺达国防军和国家警察组成的特遣队前往莫桑比克。至2022年底，特遣队增兵至2500人。

## 军种

### 陆军
卢旺达国防军陆军由战斗部队、战斗支援单位、战斗勤务支援单位、特种单位和服务学校5部分组成。 
截至2023年，卢旺达国防军组建有5-6个陆军师，包括3-4个步兵师、1个机械化师和1个炮兵师。

### 空军
卢旺达国防军空军由空军基地、防空团、安全团、航空支援服务和服务学校5部分组成组成。
截至2023年，卢旺达国防军空军装备有5架Mi-17V-5s直昇機、约15架Mi-17-1Vs直昇機、几架Mi-24直昇機、2架塞斯納208和几架瞪羚直升機。

### 预备役
卢旺达国防军预备役部队由步兵预备役和专业人员预备役组成。

## 军校
卢旺达国防军拥有四所军事院校，分别为：
- 卢旺达国防军指挥参谋学院：成立于2012年，位于穆桑澤縣Nyakinama，为卢旺达国防军的最高级别军校，培养初级及以上的军官。[20][21]
- 卢旺达军事学院：成立于1999年，位于布格塞拉縣Gako，为卢旺达国防军的大型军校，各级士官和军官都在此受训。
- 加比罗作战训练中心：位于加特西博縣加比罗（Gabiro）
- 卢旺达和平学院：位于穆桑澤縣，负责训练维和人员。[22][23]

## 维和
自2003年起，卢旺达共和国将维和作为宪法义务，要求其国家警察和国防军参与国际维和行动、人道主义援助和培训。卢旺达参与联合国安理会或非洲联盟授权的各类维和行动。2005年，卢旺达国防军参与非洲联盟達爾富爾维和的部分士兵转隶联合国苏丹特派团，为首次参与联合国维和。从2005年至2020年，卢旺达派出了超过6600名维和人员。
截至2021年，卢旺达国防军和国家警察一道，共计向维和行动提供了7个步兵营、6个建制警察单位、1个二级医院和1个直升机队。截至2023年，卢旺达向联合国派出的维和人员总数在各国中排名第4，仅次于孟加拉国、尼泊尔和印度。
卢旺达参与的维和任务包括：非洲联盟驻苏丹特派团（AMIS）、联合国苏丹特派团（UNMIS）、非洲联盟－联合国达尔富尔混合行动（UNAMID）、联合国南苏丹特派团（UNMISS）、非洲主导的中非共和国国际支助团（MISCA）、联合国驻中非多层面综合稳定特派团（MINUSCA）。

## 仪仗
2019年起，卢旺达国防军和警察受中国人民解放军训练阅兵仪仗，改用中式队列和正步。